# ناوولوک
ناوولوک (به لاتین: Navolok) یک منطقهٔ مسکونی در روسیه است که در استان آرخانگلسک واقع شده‌است.